# Universidad de Sri Jayewardenepura
La Universidad de Sri Jayewardenepura (en tamil: ஸ்ரீ ஜயவர்தனபுர பல்கலைக்கழகம்) es una universidad en el país asiático de Sri Lanka. Se ubica en Gangodawila, Nugegoda, cerca de Sri Jayewardenepura Kotte, un suburbio de la ciudad capital. Fue establecida en 1958 en las afueras de Pirivena Vidyodaya, un centro budista y educativo.
Tras el cambio de gobierno en 1977, la Ley N º 16 de Universidades de 1978 volvió autónoma del estado a la universidad,  mientras que asignó algunas de las funciones de coordinación a una nueva Comisión de Becas Universitarias. Al estar cerca de la ciudad de Sri Jayawardenapura Kotte, la institución pasó a llamarse Universidad de Sri Jayewardenepura.
Su población estudiantil a tiempo completo es de más de 8.500, matriculados en las facultades de Artes, Ciencias Administrativas y Comercio, Ciencias Aplicadas, Ciencias Médicas y Estudios de Posgrado.